# Jan Pedersen (jurist)
 Der er flere personer med dette navn, se Jan Pedersen.
Jan Pedersen (født 18. februar 1951) er dr.jur. og professor i skatteret ved Aarhus Universitet.
Jan Pedersen blev cand.jur. i 1977 og modtog doktorgraden i 1989 for sin disputats Skatteudnyttelse. Han blev ansat som professor i 1984 og var før dette advokat. Er i dag også hovedredaktør på Karnovs Lovsamling.